# Aszur-resza-iszi II

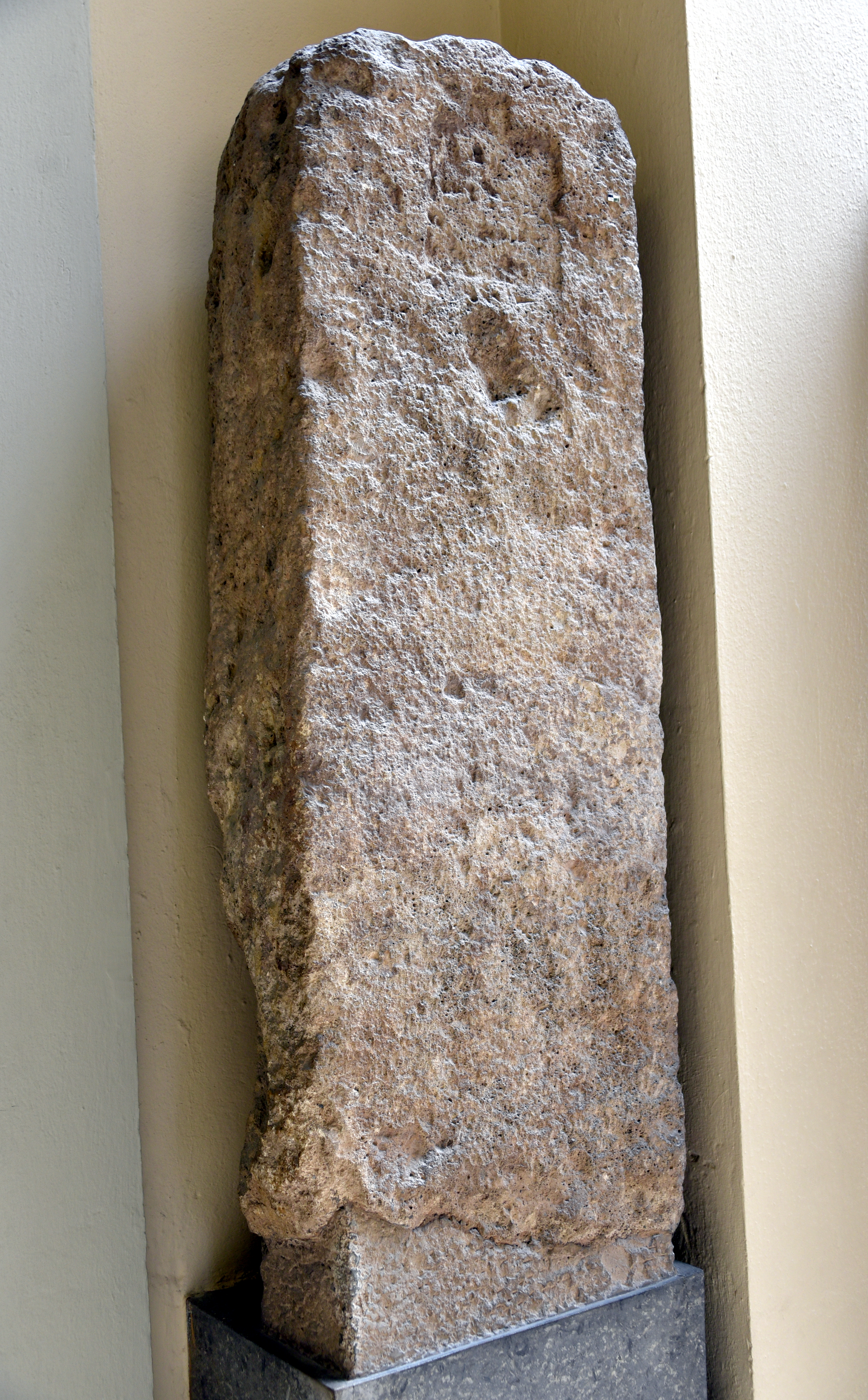
Kamienna stela Aszur-resza-iszi II z jednego z „rzędów stel” (niem. Stelenreihen) z miasta Aszur

Aszur-resza-iszi II, Aszur-reszi-iszi II – król Asyrii w latach 971-967 p.n.e., syn i następca Aszur-rabi II, ojciec i poprzednik Tiglat-Pilesera II. Za jego rządów Asyria wciąż pozostawała słabym państwem, choć istnieją dowody, że jej wpływy polityczne sięgać mogły rzeki Chabur na zachodzie.

## Źródła
Jedyna znana inskrypcja Aszur-resza-iszi II umieszczona jest na jego steli odnalezionej w mieście Aszur. Władca ten wymieniany jest też w Asyryjskiej liście królów (kopia A IV 25-28; kopia B IV 10-13; kopia C IV 7-9), w Synchronistycznej liście królów (III 8) oraz w inskrypcji jego wasala Bel-eresza z królestwa Szadikanni.

## Imię
Akadyjskie imię tego władcy, brzmiące Aššur-rēša-iši lub Aššur-rēšī-išši, znaczy „Aszur uniósł mą głowę”. W transliteracji z pisma klinowego zapisywane ono jest w formie (m)aš-šur-SAG-i-ši (w inskrypcji na jego steli, w Asyryjskiej liście królów, w Synchronistycznej liście królów oraz w inskrypcji jego wasala Bel-eresza).

## Tytulatura
Aszur-resza-iszi II w swojej własnej inskrypcji na steli z Aszur oraz w inskrypcji swego wasala Bel-eresza nosi tytuł „króla Asyrii” (MAN KUR aš-šur).

## Pochodzenie i rodzina
Zgodnie z Asyryjską listą królów Aszur-resza-iszi II miał być synem i następcą Aszur-rabi II oraz ojcem i poprzednikiem Tiglat-Pilesera II.

## Panowanie
Według Asyryjskiej listy królów Aszur-resza-iszi II przejął władzę w Asyrii po swym ojcu Aszur-rabi II i panował przez 5 lat. Rządy te, datowane przez uczonych na lata 971-967 p.n.e., są bardzo słabo znane, gdyż władca ten nie pozostawił po sobie żadnych inskrypcji opisujących jego dokonania militarne czy budowlane. Jedyna zachowana inskrypcja Aszur-resza-iszi II, umieszczona na jego steli znalezionej w jednym z „rzędów stel” w mieście Aszur, wymienia jedynie jego imię i tytuł: „Stela [Aszur-r]esza-iszi, króla Asyrii, [syna As]zur-[r]abi, króla Asyrii”. Aszur-resza-iszi II wzmiankowany jest również w pochodzącej z Aszur inskrypcji Bel-eresza, władcy leżącego nad rzeką Chabur królestwa Szadikanni. W inskrypcji tej Bel-eresz opisuje swoje prace budowlane przy kanale irygacyjnym i świątyni swego boga Sammuhy oraz przedstawia siebie jako wasala asyryjskich królów Aszur-rabi II i Aszur-resza-iszi II. Króla Aszur-resza-iszi II wymienia jeszcze Synchronistyczna lista królów, która czyni go współczesnym babilońskiego włładcy Mar-biti-apla-usura. Zgodnie z Asyryjską listą królów następcą Aszur-resza-iszi II na tronie asyryjskim został jego syn Tiglat-Pileser II.